# Asiatiska mästerskapet i fotboll 1984
Asiatiska mästerskapet i fotboll 1984 var den åttonde upplagan av turneringen. Huvudturneringen spelades i Singapore under perioden 1–16 december 1984. De tio lagen delades upp i två femlagsgrupper. Saudiarabien vann turneringen för första gången, genom att slå Kina i finalen med 2–0.

## Deltagare
- Singapore – direktkvalificerade som värdland
- Kuwait – direktkvalificerade som regerande mästare

Övriga 8 kvalificerae lag var:
- Iran – vinnare av kvalgrupp 1
- Syrien – tvåa i kvalgrupp 1
- Saudiarabien – vinnare av kvalgrupp 2
- Förenade arabemiraten – tvåa i kvalgrupp 2
- Sydkorea – vinnare av kvalgrupp 3
- Indien – tvåa i kvalgrupp 3
- Kina – vinnare av kvalgrupp 4
- Qatar – tvåa i kvalgrupp 4

## Gruppspel

### Grupp A
| Nr | Lag          | S | V | O | F | GM | IM | MS | P |
| -- | ------------ | - | - | - | - | -- | -- | -- | - |
| 1  | Saudiarabien | 4 | 2 | 2 | 0 | 4  | 2  | +2 | 6 |
| 2  | Kuwait       | 4 | 2 | 1 | 1 | 4  | 2  | +2 | 5 |
| 3  | Qatar        | 4 | 1 | 2 | 1 | 3  | 3  | 0  | 4 |
| 4  | Syrien       | 4 | 1 | 1 | 2 | 3  | 5  | −2 | 3 |
| 5  | Sydkorea     | 4 | 0 | 2 | 2 | 1  | 3  | −2 | 2 |

|             | 1 december 1984 | Qatar              | 1 – 1   | Syrien                   | National Stadium                                         |                                                          |
| 19:00 UTC+8 | 19:00 UTC+8     | Ibrahim Khalfan 7′ | (1 – 0) | 47′ (sjm.) Mubarak Amber | Singapore Publik: 8 000 Domare: Antonio Márquez (Mexiko) | Singapore Publik: 8 000 Domare: Antonio Márquez (Mexiko) |
| 19:00 UTC+8 | 19:00 UTC+8     |                    |         |                          | Singapore Publik: 8 000 Domare: Antonio Márquez (Mexiko) | Singapore Publik: 8 000 Domare: Antonio Márquez (Mexiko) |
| 19:00 UTC+8 | 19:00 UTC+8     |                    |         |                          | Singapore Publik: 8 000 Domare: Antonio Márquez (Mexiko) | Singapore Publik: 8 000 Domare: Antonio Márquez (Mexiko) |

|             | 2 december 1984 | Saudiarabien       | 1 – 1   | Sydkorea       | National Stadium                                          |                                                           |
| 19:00 UTC+8 | 19:00 UTC+8     | Majed Abdullah 90′ | (0 – 0) | 51′ Lee Tae-Ho | Singapore Publik: 20 000 Domare: George Joseph (Malaysia) | Singapore Publik: 20 000 Domare: George Joseph (Malaysia) |
| 19:00 UTC+8 | 19:00 UTC+8     |                    |         |                | Singapore Publik: 20 000 Domare: George Joseph (Malaysia) | Singapore Publik: 20 000 Domare: George Joseph (Malaysia) |
| 19:00 UTC+8 | 19:00 UTC+8     |                    |         |                | Singapore Publik: 20 000 Domare: George Joseph (Malaysia) | Singapore Publik: 20 000 Domare: George Joseph (Malaysia) |

|             | 3 december 1984 | Kuwait                        | 1 – 0   | Qatar | National Stadium                                        |                                                         |
| 21:00 UTC+8 | 21:00 UTC+8     | Ibrahim Al-Rumaihi 52′ (sjm.) | (0 – 0) |       | Singapore Publik: 10 000 Domare: Augusto Lamo (Spanien) | Singapore Publik: 10 000 Domare: Augusto Lamo (Spanien) |
| 21:00 UTC+8 | 21:00 UTC+8     |                               |         |       | Singapore Publik: 10 000 Domare: Augusto Lamo (Spanien) | Singapore Publik: 10 000 Domare: Augusto Lamo (Spanien) |
| 21:00 UTC+8 | 21:00 UTC+8     |                               |         |       | Singapore Publik: 10 000 Domare: Augusto Lamo (Spanien) | Singapore Publik: 10 000 Domare: Augusto Lamo (Spanien) |

|             | 4 december 1984 | Syrien | 0 – 1   | Saudiarabien                | National Stadium                                      |                                                       |
| 21:00 UTC+8 | 21:00 UTC+8     |        | (0 – 0) | 66′ Saleh Khalifa Al-Dosari | Singapore Publik: 2 000 Domare: Shizuo Takada (Japan) | Singapore Publik: 2 000 Domare: Shizuo Takada (Japan) |
| 21:00 UTC+8 | 21:00 UTC+8     |        |         |                             | Singapore Publik: 2 000 Domare: Shizuo Takada (Japan) | Singapore Publik: 2 000 Domare: Shizuo Takada (Japan) |
| 21:00 UTC+8 | 21:00 UTC+8     |        |         |                             | Singapore Publik: 2 000 Domare: Shizuo Takada (Japan) | Singapore Publik: 2 000 Domare: Shizuo Takada (Japan) |

|             | 5 december 1984 | Sydkorea | 0 – 0 | Kuwait | National Stadium                                            |                                                             |
| 19:00 UTC+8 | 19:00 UTC+8     |          |       |        | Singapore Publik: 20 000 Domare: Cheung Kwok Kui (Hongkong) | Singapore Publik: 20 000 Domare: Cheung Kwok Kui (Hongkong) |
| 19:00 UTC+8 | 19:00 UTC+8     |          |       |        | Singapore Publik: 20 000 Domare: Cheung Kwok Kui (Hongkong) | Singapore Publik: 20 000 Domare: Cheung Kwok Kui (Hongkong) |
| 19:00 UTC+8 | 19:00 UTC+8     |          |       |        | Singapore Publik: 20 000 Domare: Cheung Kwok Kui (Hongkong) | Singapore Publik: 20 000 Domare: Cheung Kwok Kui (Hongkong) |

|             | 7 december 1984 | Syrien                      | 1 – 0   | Sydkorea | National Stadium                                           |                                                            |
| 21:00 UTC+8 | 21:00 UTC+8     | Radwan Al-Sheikh Hassan 12′ | (1 – 0) |          | Singapore Publik: 10 000 Domare: George Courtney (England) | Singapore Publik: 10 000 Domare: George Courtney (England) |
| 21:00 UTC+8 | 21:00 UTC+8     |                             |         |          | Singapore Publik: 10 000 Domare: George Courtney (England) | Singapore Publik: 10 000 Domare: George Courtney (England) |
| 21:00 UTC+8 | 21:00 UTC+8     |                             |         |          | Singapore Publik: 10 000 Domare: George Courtney (England) | Singapore Publik: 10 000 Domare: George Courtney (England) |

|             | 8 december 1984 | Qatar         | 1 – 1   | Saudiarabien         | National Stadium                                          |                                                           |
| 19:00 UTC+8 | 19:00 UTC+8     | Ali Zaeid 47′ | (0 – 0) | 65′ Mohamed Al-Jawad | Singapore Publik: 15 000 Domare: Antonio Márquez (Mexiko) | Singapore Publik: 15 000 Domare: Antonio Márquez (Mexiko) |
| 19:00 UTC+8 | 19:00 UTC+8     |               |         |                      | Singapore Publik: 15 000 Domare: Antonio Márquez (Mexiko) | Singapore Publik: 15 000 Domare: Antonio Márquez (Mexiko) |
| 19:00 UTC+8 | 19:00 UTC+8     |               |         |                      | Singapore Publik: 15 000 Domare: Antonio Márquez (Mexiko) | Singapore Publik: 15 000 Domare: Antonio Márquez (Mexiko) |

|             | 9 december 1984 | Kuwait                                                                 | 3 – 1   | Syrien              | National Stadium                                           |                                                            |
| 19:00 UTC+8 | 19:00 UTC+8     | Issam Mahrous 66′ (sjm.) Faisal Al-Dakhil 77′ Abdullah Al-Buloushi 79′ | (0 – 1) | 5′ Walid Abu Al-Sel | Singapore Publik: 8 000 Domare: Cheung Kwok Kui (Hongkong) | Singapore Publik: 8 000 Domare: Cheung Kwok Kui (Hongkong) |
| 19:00 UTC+8 | 19:00 UTC+8     |                                                                        |         |                     | Singapore Publik: 8 000 Domare: Cheung Kwok Kui (Hongkong) | Singapore Publik: 8 000 Domare: Cheung Kwok Kui (Hongkong) |
| 19:00 UTC+8 | 19:00 UTC+8     |                                                                        |         |                     | Singapore Publik: 8 000 Domare: Cheung Kwok Kui (Hongkong) | Singapore Publik: 8 000 Domare: Cheung Kwok Kui (Hongkong) |

|             | 10 december 1984 | Sydkorea | 0 – 1   | Qatar             | National Stadium                                       |                                                        |
| 21:00 UTC+8 | 21:00 UTC+8      |          | (0 – 0) | 69′ Khalid Salman | Singapore Publik: 2 000 Domare: Augusto Lamo (Spanien) | Singapore Publik: 2 000 Domare: Augusto Lamo (Spanien) |
| 21:00 UTC+8 | 21:00 UTC+8      |          |         |                   | Singapore Publik: 2 000 Domare: Augusto Lamo (Spanien) | Singapore Publik: 2 000 Domare: Augusto Lamo (Spanien) |
| 21:00 UTC+8 | 21:00 UTC+8      |          |         |                   | Singapore Publik: 2 000 Domare: Augusto Lamo (Spanien) | Singapore Publik: 2 000 Domare: Augusto Lamo (Spanien) |

|             | 11 december 1984 | Kuwait | 0 – 1   | Saudiarabien           | National Stadium                                       |                                                        |
| 21:00 UTC+8 | 21:00 UTC+8      |        | (0 – 0) | 88′ Mohaisen Al-Jam'an | Singapore Publik: 5 000 Domare: Toshikazu Sano (Japan) | Singapore Publik: 5 000 Domare: Toshikazu Sano (Japan) |
| 21:00 UTC+8 | 21:00 UTC+8      |        |         |                        | Singapore Publik: 5 000 Domare: Toshikazu Sano (Japan) | Singapore Publik: 5 000 Domare: Toshikazu Sano (Japan) |
| 21:00 UTC+8 | 21:00 UTC+8      |        |         |                        | Singapore Publik: 5 000 Domare: Toshikazu Sano (Japan) | Singapore Publik: 5 000 Domare: Toshikazu Sano (Japan) |

### Grupp B
| Nr | Lag                   | S | V | O | F | GM | IM | MS | P |
| -- | --------------------- | - | - | - | - | -- | -- | -- | - |
| 1  | Kina                  | 4 | 3 | 0 | 1 | 10 | 2  | +8 | 6 |
| 2  | Iran                  | 4 | 2 | 2 | 0 | 6  | 1  | +5 | 6 |
| 3  | Förenade arabemiraten | 4 | 2 | 0 | 2 | 3  | 8  | −5 | 4 |
| 4  | Singapore             | 4 | 1 | 1 | 2 | 3  | 4  | −1 | 3 |
| 5  | Indien                | 4 | 0 | 1 | 3 | 0  | 7  | −7 | 1 |

|             | 1 december 1984 | Iran                                                                    | 3 – 0   | Förenade arabemiraten | National Stadium                                       |                                                        |
| 21:00 UTC+8 | 21:00 UTC+8     | Hamid Alidousti 27′ Shahrokh Bayani 85′ (str.) Nasser Mohammadkhani 87′ | (1 – 0) |                       | Singapore Publik: 8 000 Domare: Toshikazu Sano (Japan) | Singapore Publik: 8 000 Domare: Toshikazu Sano (Japan) |
| 21:00 UTC+8 | 21:00 UTC+8     |                                                                         |         |                       | Singapore Publik: 8 000 Domare: Toshikazu Sano (Japan) | Singapore Publik: 8 000 Domare: Toshikazu Sano (Japan) |
| 21:00 UTC+8 | 21:00 UTC+8     |                                                                         |         |                       | Singapore Publik: 8 000 Domare: Toshikazu Sano (Japan) | Singapore Publik: 8 000 Domare: Toshikazu Sano (Japan) |

|             | 2 december 1984 | Singapore                      | 2 – 0   | Indien | National Stadium                                          |                                                           |
| 21:00 UTC+8 | 21:00 UTC+8     | Malik Awab 36′ Razali Saad 81′ | (1 – 0) |        | Singapore Publik: 21 000 Domare: Antonio Márquez (Mexiko) | Singapore Publik: 21 000 Domare: Antonio Márquez (Mexiko) |
| 21:00 UTC+8 | 21:00 UTC+8     |                                |         |        | Singapore Publik: 21 000 Domare: Antonio Márquez (Mexiko) | Singapore Publik: 21 000 Domare: Antonio Márquez (Mexiko) |
| 21:00 UTC+8 | 21:00 UTC+8     |                                |         |        | Singapore Publik: 21 000 Domare: Antonio Márquez (Mexiko) | Singapore Publik: 21 000 Domare: Antonio Márquez (Mexiko) |

|             | 3 december 1984 | Iran                                       | 2 – 0   | Kina | National Stadium                                           |                                                            |
| 19:00 UTC+8 | 19:00 UTC+8     | Nasser Mohammadkhani 57′ Zia Arabshahi 69′ | (0 – 0) |      | Singapore Publik: 18 525 Domare: George Courtney (England) | Singapore Publik: 18 525 Domare: George Courtney (England) |
| 19:00 UTC+8 | 19:00 UTC+8     |                                            |         |      | Singapore Publik: 18 525 Domare: George Courtney (England) | Singapore Publik: 18 525 Domare: George Courtney (England) |
| 19:00 UTC+8 | 19:00 UTC+8     |                                            |         |      | Singapore Publik: 18 525 Domare: George Courtney (England) | Singapore Publik: 18 525 Domare: George Courtney (England) |

|             | 4 december 1984 | Förenade arabemiraten                  | 2 – 0   | Indien | National Stadium                                  |                                                   |
| 19:00 UTC+8 | 19:00 UTC+8     | Adnan Al-Talyani 81′ Fahad Khamees 86′ | (0 – 0) |        | Singapore Publik: 2 000 Domare: Abu Waheed (Oman) | Singapore Publik: 2 000 Domare: Abu Waheed (Oman) |
| 19:00 UTC+8 | 19:00 UTC+8     |                                        |         |        | Singapore Publik: 2 000 Domare: Abu Waheed (Oman) | Singapore Publik: 2 000 Domare: Abu Waheed (Oman) |
| 19:00 UTC+8 | 19:00 UTC+8     |                                        |         |        | Singapore Publik: 2 000 Domare: Abu Waheed (Oman) | Singapore Publik: 2 000 Domare: Abu Waheed (Oman) |

|             | 5 december 1984 | Singapore | 0 – 2   | Kina                          | National Stadium                                        |                                                         |
| 21:00 UTC+8 | 21:00 UTC+8     |           | (0 – 2) | 21′ Jia Xiuquan 39′ Zhao Dayu | Singapore Publik: 20 752 Domare: Ahmed Jassim (Bahrain) | Singapore Publik: 20 752 Domare: Ahmed Jassim (Bahrain) |
| 21:00 UTC+8 | 21:00 UTC+8     |           |         |                               | Singapore Publik: 20 752 Domare: Ahmed Jassim (Bahrain) | Singapore Publik: 20 752 Domare: Ahmed Jassim (Bahrain) |
| 21:00 UTC+8 | 21:00 UTC+8     |           |         |                               | Singapore Publik: 20 752 Domare: Ahmed Jassim (Bahrain) | Singapore Publik: 20 752 Domare: Ahmed Jassim (Bahrain) |

|             | 7 december 1984 | Iran | 0 – 0 | Indien | National Stadium                                          |                                                           |
| 19:00 UTC+8 | 19:00 UTC+8     |      |       |        | Singapore Publik: 10 000 Domare: Koh Guan Kiat (Malaysia) | Singapore Publik: 10 000 Domare: Koh Guan Kiat (Malaysia) |
| 19:00 UTC+8 | 19:00 UTC+8     |      |       |        | Singapore Publik: 10 000 Domare: Koh Guan Kiat (Malaysia) | Singapore Publik: 10 000 Domare: Koh Guan Kiat (Malaysia) |
| 19:00 UTC+8 | 19:00 UTC+8     |      |       |        | Singapore Publik: 10 000 Domare: Koh Guan Kiat (Malaysia) | Singapore Publik: 10 000 Domare: Koh Guan Kiat (Malaysia) |

|             | 8 december 1984 | Singapore | 0 – 1   | Förenade arabemiraten | National Stadium                                        |                                                         |
| 21:00 UTC+8 | 21:00 UTC+8     |           | (0 – 0) | 62′ Faruq Abdulrahman | Singapore Publik: 15 000 Domare: Jassim Mandi (Bahrain) | Singapore Publik: 15 000 Domare: Jassim Mandi (Bahrain) |
| 21:00 UTC+8 | 21:00 UTC+8     |           |         |                       | Singapore Publik: 15 000 Domare: Jassim Mandi (Bahrain) | Singapore Publik: 15 000 Domare: Jassim Mandi (Bahrain) |
| 21:00 UTC+8 | 21:00 UTC+8     |           |         |                       | Singapore Publik: 15 000 Domare: Jassim Mandi (Bahrain) | Singapore Publik: 15 000 Domare: Jassim Mandi (Bahrain) |

|             | 9 december 1984 | Kina                                            | 3 – 0   | Indien | National Stadium                                       |                                                        |
| 21:00 UTC+8 | 21:00 UTC+8     | Lin Lefeng 12′ Gu Guangming 59′ Jia Xiuquan 79′ | (1 – 0) |        | Singapore Publik: 8 256 Domare: Ahmed Jassim (Bahrain) | Singapore Publik: 8 256 Domare: Ahmed Jassim (Bahrain) |
| 21:00 UTC+8 | 21:00 UTC+8     |                                                 |         |        | Singapore Publik: 8 256 Domare: Ahmed Jassim (Bahrain) | Singapore Publik: 8 256 Domare: Ahmed Jassim (Bahrain) |
| 21:00 UTC+8 | 21:00 UTC+8     |                                                 |         |        | Singapore Publik: 8 256 Domare: Ahmed Jassim (Bahrain) | Singapore Publik: 8 256 Domare: Ahmed Jassim (Bahrain) |

|             | 10 december 1984 | Singapore       | 1 – 1   | Iran                       | National Stadium                                        |                                                         |
| 19:00 UTC+8 | 19:00 UTC+8      | Razali Saad 61′ | (0 – 0) | 55′ (str.) Shahrokh Bayani | Singapore Publik: 2 000 Domare: Abu Wahid Shanbe (Oman) | Singapore Publik: 2 000 Domare: Abu Wahid Shanbe (Oman) |
| 19:00 UTC+8 | 19:00 UTC+8      |                 |         |                            | Singapore Publik: 2 000 Domare: Abu Wahid Shanbe (Oman) | Singapore Publik: 2 000 Domare: Abu Wahid Shanbe (Oman) |
| 19:00 UTC+8 | 19:00 UTC+8      |                 |         |                            | Singapore Publik: 2 000 Domare: Abu Wahid Shanbe (Oman) | Singapore Publik: 2 000 Domare: Abu Wahid Shanbe (Oman) |

|             | 11 december 1984 | Kina                                                                             | 5 – 0   | Förenade arabemiraten | National Stadium                                      |                                                       |
| 19:00 UTC+8 | 19:00 UTC+8      | Yang Zhaohui 12′ Jia Xiuquan 20′ Zuo Shusheng 36′ Zhao Dayu 52′ Gu Guangming 67′ | (3 – 0) |                       | Singapore Publik: 5 000 Domare: Shizuo Takada (Japan) | Singapore Publik: 5 000 Domare: Shizuo Takada (Japan) |
| 19:00 UTC+8 | 19:00 UTC+8      |                                                                                  |         |                       | Singapore Publik: 5 000 Domare: Shizuo Takada (Japan) | Singapore Publik: 5 000 Domare: Shizuo Takada (Japan) |
| 19:00 UTC+8 | 19:00 UTC+8      |                                                                                  |         |                       | Singapore Publik: 5 000 Domare: Shizuo Takada (Japan) | Singapore Publik: 5 000 Domare: Shizuo Takada (Japan) |

## Slutspel

### Slutspelsträd
|  | Semifinaler         | Semifinaler      |   |                  | Final            | Final |  |
|  |                     |                  |   |                  |                  |       |  |
|  | 13 december 1984    |                  |   |                  |                  |       |  |
|  | Saudiarabien (str.) | 1 (5)            |   |                  |                  |       |  |
|  | Iran                | 1 (4)            |   |                  |                  |       |  |
|  |                     |                  |   |                  |                  |       |  |
|  |                     |                  |   |                  | 16 december 1984 |       |  |
|  |                     |                  |   |                  | Saudiarabien     | 2     |  |
|  |                     | Kina             | 0 |                  |                  |       |  |
|  |                     |                  |   |                  |                  |       |  |
|  |                     |                  |   |                  |                  |       |  |
|  |                     |                  |   |                  | Bronsmatch       |       |  |
|  | 14 december 1984    | 14 december 1984 |   | 16 december 1984 | 16 december 1984 |       |  |
|  | Kina (e.f.)         | 1                |   | Iran             | 1 (3)            |       |  |
|  | Kuwait              | 0                |   |                  | Kuwait (str.)    | 1 (5) |  |

### Semifinaler
|             | 13 december 1984 | Saudiarabien                                                                         | 0000 1 – 1 (e.fl.)         | Iran                                                                               | National Stadium                                           |                                                            |
| 20:00 UTC+8 | 20:00 UTC+8      | Shahin Bayani 88′ (sjm.)                                                             | (0 – 1)                    | 43′ Shahrokh Bayani                                                                | Singapore Publik: 20 000 Domare: George Courtney (England) | Singapore Publik: 20 000 Domare: George Courtney (England) |
| 20:00 UTC+8 | 20:00 UTC+8      |                                                                                      |                            |                                                                                    | Singapore Publik: 20 000 Domare: George Courtney (England) | Singapore Publik: 20 000 Domare: George Courtney (England) |
| 20:00 UTC+8 | 20:00 UTC+8      | Majed Abdullah Mohamed Al-Jawad Saleh Al-Naima Mohaisen Al-Jam'an Fahad Al-Musaibeah | Straffsparksläggning 5 – 4 | Asghar Hajiloo Jafar Mokhtarifar Hamid Derakhshan Mohammad Panjali Shahrokh Bayani | Singapore Publik: 20 000 Domare: George Courtney (England) | Singapore Publik: 20 000 Domare: George Courtney (England) |

|             | 14 december 1984 | Kina           | 0000 1 – 1 (e.fl.) | Kuwait | National Stadium                                        |                                                         |
| 20:00 UTC+8 | 20:00 UTC+8      | Li Huayun 108′ | (0 – 0)            |        | Singapore Publik: 20 000 Domare: Augusto Lamo (Spanien) | Singapore Publik: 20 000 Domare: Augusto Lamo (Spanien) |
| 20:00 UTC+8 | 20:00 UTC+8      |                |                    |        | Singapore Publik: 20 000 Domare: Augusto Lamo (Spanien) | Singapore Publik: 20 000 Domare: Augusto Lamo (Spanien) |
| 20:00 UTC+8 | 20:00 UTC+8      |                |                    |        | Singapore Publik: 20 000 Domare: Augusto Lamo (Spanien) | Singapore Publik: 20 000 Domare: Augusto Lamo (Spanien) |

### Bronsmatch
|             | 16 december 1984 | Iran                                                         | 1 – 1                      | Kuwait                                                                               | National Stadium                                          |                                                           |
| 18:00 UTC+8 | 18:00 UTC+8      | Nasser Mohammadkhani 80′                                     | (0 – 1)                    | 26′ Moayad Al-Hadad                                                                  | Singapore Publik: 26 000 Domare: Antonio Márquez (Mexiko) | Singapore Publik: 26 000 Domare: Antonio Márquez (Mexiko) |
| 18:00 UTC+8 | 18:00 UTC+8      |                                                              |                            |                                                                                      | Singapore Publik: 26 000 Domare: Antonio Márquez (Mexiko) | Singapore Publik: 26 000 Domare: Antonio Márquez (Mexiko) |
| 18:00 UTC+8 | 18:00 UTC+8      | Asghar Hajiloo Jafar Mokhtarifar Hamid Derakhshan Reza Ahadi | Straffsparksläggning 3 – 5 | Faisal Al-Dakhil Yussef Al-Suwayed Waleed Al-Mubarak Mahboub Juma'a Jamal Al-Qabendi | Singapore Publik: 26 000 Domare: Antonio Márquez (Mexiko) | Singapore Publik: 26 000 Domare: Antonio Márquez (Mexiko) |

### Final

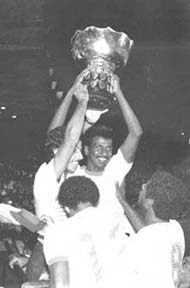
Majed Abdullah med pokalen 1984.

|             | 16 december 1984 | Saudiarabien                           | 2 – 0   | Kina | National Stadium                                       |                                                        |
| 20:00 UTC+8 | 20:00 UTC+8      | Shaye Al-Nafisa 10′ Majed Abdullah 46′ | (1 – 0) |      | Singapore Publik: 26 000 Domare: Shizuo Takada (Japan) | Singapore Publik: 26 000 Domare: Shizuo Takada (Japan) |
| 20:00 UTC+8 | 20:00 UTC+8      |                                        |         |      | Singapore Publik: 26 000 Domare: Shizuo Takada (Japan) | Singapore Publik: 26 000 Domare: Shizuo Takada (Japan) |
| 20:00 UTC+8 | 20:00 UTC+8      |                                        |         |      | Singapore Publik: 26 000 Domare: Shizuo Takada (Japan) | Singapore Publik: 26 000 Domare: Shizuo Takada (Japan) |

## Vinnare
| Asiatiska mästerskapet i fotboll 1984 |
| ------------------------------------- |
| Saudiarabien Första titeln            |

## Priser och utmärkelser

### Mest värdefulla spelare
- Jia Xiuquan

### Skyttekung
- Nasser Mohammadkhani ‑ 3 mål
- Shahrokh Bayani ‑ 3 mål
- Jia Xiuquan ‑ 3 mål

### Bäste målvakt
- Abdullah Al-Deayea

## Goalscorers
| 3 mål - Jia Xiuquan - Shahrokh Bayani - Nasser Mohammadkhani 2 mål - Gu Guangming - Zhao Dayu - Majed Abdullah - Razali Saad | 1 mål - Li Huayun - Lin Lefeng - Yang Zhaohui - Zuo Shusheng - Hamid Alidousti - Zia Arabshahi - Lee Tae-Ho - Abdullah Al-Buloushi - Faisal Al-Dakhil - Moayad Al-Hadad - Ibrahim Khalfan - Khalid Salman - Ali Zaeid - Mohaisen Al-Jam'an - Mohamed Al-Jawad - Shaye Al-Nafisa - Saleh Khalifa - Malik Awab - Walid Abu Al-Sel - Radwan Al-Sheikh Hassan - Faruq Abdulrahman - Adnan Al-Talyani - Fahad Khamees Own mål - Shahin Bayani (1) (for Saudi Arabia) - Ibrahim Al-Rumaihi (1) (for Kuwait) - Mubarak Amber (1) (for Syria) - Issam Mahrous (1) (for Kuwait) |

## Bästa lag i målskytte
| 11 mål: - Kina 8 mål: - Iran 7 mål: - Saudiarabien 5 mål: - Kuwait | 3 mål: - Qatar - Singapore - Syrien - Förenade arabemiraten 1 mål: - Sydkorea 0 mål: - Indien |